# Tipulodina deprivata
Tipulodina deprivata är en tvåvingeart som först beskrevs av Alexander 1932.  Tipulodina deprivata ingår i släktet Tipulodina och familjen storharkrankar. Inga underarter finns listade i Catalogue of Life.